# Tanya Lokshina
Tanya Lokshina (en ruso: Таня Локшина; 17 de junio de 1973) es una investigadora de derechos humanos, periodista y escritora de Rusia. Es directora del programa de Human Rights Watch en Rusia (directora adjunta de la división de Europa y Asia Central de Human Rights Watch). Lokshina es experta en la situación de los derechos humanos en los estados postsoviéticos.

## Trayectoria
Tanya Lokshina nació en la Moscú el 17 de junio de 1973. Ella cuenta sobre su infancia que cuando estaba en la escuela había muchas prohibiciones y castigos para los escolares en la Unión Soviética: por ejemplo, estaba prohibido usar un collar con una cruz cristiana, pero ella sí llevaba la cruz a pesar de las advertencias de sus padres, porque la administración no llegaba a imponer castigos o expulsiones.
Desde 1990, Lokshina vivió junto con sus padres en los Estados Unidos y allí estudió periodismo y trabajó como freelance para varios medios rusos. 
Más tarde regresó a Rusia, donde también trabajó como periodista.
Los artículos de Lokshina, dedicados a los derechos humanos, fueron publicados en muchos periódicos como The Guardian, Le Monde, Moscow Times, Novaya Gazeta o The Washington Post.
Fue galardonada por sus artículos en el sitio web moscovita de noticias "Polit.Ru" (con otros tres nominados y una galardonada, Anna Lebedeva), con el premio Sájarov 2006, un premio de periodismo creado por el empresario Peter Vins, antiguo disidente soviético.

## Etapa en Human Rights Watch
Lokshina trabajó desde 1998 para la organización de derechos humanos Moscow Helsinki Group, donde centró sus investigaciones principalmente en la segunda guerra de Chechenia, que se inició en ese momento; documentó los abusos cometidos en dicha guerra y entrevistó a testigos y víctimas del conflicto. Viajó a Chechenia y Daguestán varias veces, continuando su trabajo por los derechos humanos.
Trabaja en la oficina rusa de Human Rights Watch desde 2008. En aquella época sus investigaciones versaban sobre las numerosas violaciones de los derechos humanos en el Cáucaso septentrional y sobre el conflicto bélico de 2008 en Georgia. Más tarde investigó tanto la situación de las persecuciones políticas de personas en Rusia como las violaciones de los derechos humanos en el este de Ucrania durante el conflicto bélico.
Lokshina sufrió amenazas en 2012, cuando empezó a recibir sistemáticamente mensajes telefónicos de texto en los que se detallaban sucesos de su vida privada. En aquel momento estaba embarazada y uno de los mensajes amenazantes decía: "Estamos esperando el nacimiento de tu hijo"; otro decía que su alumbramiento no sería "un parto fácil". Cuando Human Rights Watch hizo un llamamiento sobre las amenazas a varios departamentos de seguridad del Estado ruso, los mensajes cesaron.
Lokshina investiga en profundidad sobre la situación de los derechos de la mujer. En 2010 entrevistó a mujeres en Chechenia, tratando de entender cuáles son los cambios en el actual Cáucaso del Norte. Según sus observaciones, las mujeres de Chechenia tienen cada vez menos libertad de movimiento y los hombres han empezado a cometer actos violentos contra ellas con más frecuencia. Publicó sus observaciones en el artículo "Chechenia: Asfixiada por los pañuelos" (2010).
Cuando Edward Snowden viajó a Rusia en 2013, envió un correo electrónico a Tanya Lokshina (el 11 de julio) para preguntarle sobre su asistencia a su reunión a puerta cerrada con abogados y representantes de organizaciones humanitarias. Snowden se reunió con Lokshina y otros ocho invitados: defensores de los derechos humanos, el defensor del pueblo ruso Vladimir Lukin y miembros del parlamento. También con la periodista de WikiLeaks Sarah Harrison.

## Publicaciones
Sus investigaciones sobre derechos humanos se han publicado en muchos periódicos y medios de todo el mundo como The Guardian (Reino Unido), CNN, The New York Times, Washington Post (EE. UU.), Novaya Gazeta (Rusia), Le Monde (Francia). Escribió, cooperó y editó también varios libros, como:
- La imposición de un acuerdo político falso en el norte del Cáucaso: las elecciones presidenciales de Chechenia de 2003 (Soviet and Post-Soviet Politics and Society 22), 2005, editado por Tanya Lokshina (Volumen 22), Tanya Lokshina (Editor), Andreas Umland (Serie Editor), Ray Thomas (Colaborador), & 1 más
- Chechenia Inside Out, Moskva: Demos, 2007
- Chechenia: ahogada por velos, 2010, Open Democracy
- Su artículo sobre el abuso de las mujeres en el norte del Cáucaso se presentó en "Chechenia en guerra y más allá", 2014, Routledge Contemporary Russia и Eastern Europe[12]

## Premios
- Nominada para Periodismo como hecho 2006, premio Andrei Sakharov fundado por Peter Vins.[13][14]